# Società Sportiva Monopoli 1966
La Società Sportiva Monopoli 1966 es un club de fútbol de Italia, con sede en Monopoli, en Apulia. Fue fundado en 1958 y refundado en varias ocasiones. Compite en la Serie C, tercera categoría del fútbol italiano.

## Historia
El club fue fundado en el año 1966 con el nombre Associazione Calcio Monopoli y en la temporada 2004/05 ganó la Eccellenza Apulia, con lo que ascendió a la Serie D en el grupo H. El año siguiente, gracias a un repechaje, subió a la Serie C2. En 2010 no se inscribió en la Lega Pro Seconda Divisione y recomenzó su andadura desde la Eccellenza Apulia con el nombre Associazione Sportiva Dilettantistica Liberty Monopoli, luego de que el club Associazione Sportiva Dilettantistica Liberty Bari 1909 fue reubicado de la ciudad de Bari a Monopoli. El nuevo club obtuvo el ascenso a la Serie D en la temporada 2011/12.
En el verano de 2012 el club cambió su nombre por el de Società Sportiva Monospolis, y en el año 2014 adoptó el nombre actual, Società Sportiva Monopoli 1966. En la temporada 2014/15 el club ganó la Copa Italia de Serie D y en el verano de 2015 el club fue admitido en la Lega Pro gracias a un repechaje, debido al fraude deportivo de la temporada 2014/15.

## Palmarés

### Torneos interregionales
- Copa Italia de la Serie D (1): 2014-15

### Torneos regionales
- Eccellenza Apulia (2): 2004-05, 2011-12
- Copa Italia de Aficionados Puglia (1): 2010-11
- Prima Categoria Puglia (2): 1969-70 (Grupo A), 1995-96
- Seconda Categoria Puglia (1): 1968-69
- Copa Puglia de Seconda Categoria (1): 1968-69